# Institut Österreichischer Wirtschaftsprüfer
Das Institut Österreichischer Wirtschaftsprüfer – kurz IWP – ist eine freiwillige Interessenvertretung in Österreich. Die Mitgliedschaft besteht auf freiwilliger Basis und ist nur für Wirtschaftsprüfer möglich.

## Geschichte
Das Institut wurde 1952 gegründet. Einer der ersten Mitglieder des Vorstandes war Willy Bouffier. Einer der späteren Präsidenten war Robert Bechinie.

## Facharbeit

### Nationale Facharbeit
In der nationalen Facharbeit liegt der Schwerpunkt in der Erarbeitung von Richtlinien, Stellungnahmen und Empfehlungen zu jenen Themen, die speziell die Tätigkeit von Wirtschaftsprüfern betreffen (Jahresabschlussprüfung) sowie in der Bereitstellung von Arbeitshilfen für die Prüfungsdurchführung sowie für die Qualitätssicherung.
Im Trägervereins der Österreichische Prüfstelle für Rechnungslegung (OePR) ist das IWP mitverantwortlich für die Wahl und Abberufung des Vorstandes und der Mitglieder des Nominierungsausschusses. Das IWP ist Gründungsmitglied im „Österreichisches Rechnungslegungskomitee“, dem Trägerverein des AFRAC  (Austrian Financial Reporting and Auditing Committee). Auf nationaler Ebene arbeitet das IWP außerdem eng mit der Kammer der Wirtschaftstreuhänder zusammen.
Das IWP war auch maßgeblich an der Einführung eines eigenen österreichischen Kodex zur  Corporate Governance  beteiligt.  Seit 2002 gehört das IWP zu den unterstützenden Organisationen des Österreichischen Arbeitskreises für Corporate Governance.

### Internationale Facharbeit
Das IWP ist Mitglied des  International Federation of Accountants  (internationale Vereinigung der Wirtschaftsprüfer in New York). Außerdem ist das IWP in der Organisation  Accountancy Europe  (Interessenvertretung der Wirtschaftsprüfer mit Sitz in Brüssel) in der Mitgliederversammlung vertreten und eine Reihe von Mitgliedern sind in verschiedenen Arbeitsgruppen tätig.

### Kodex Rechnungslegung und Prüfung
Seit 2009 ist das IWP Mitherausgeber des Kodex Rechnungslegung und Prüfung. Darin sind die Stellungnahmen des Austrian Financial Reporting and Auditing Committee (AFRAC), die Fachgutachten, Stellungnahmen und Empfehlungen der Kammer der Wirtschaftstreuhänder und die Richtlinien, Stellungnahmen, Empfehlungen des Instituts Österreichischer Wirtschaftsprüfer enthalten. Der Kodex liegt aktuell in der 9. Auflage vor.

## Fachtagung
Seit 1984 findet jedes Jahr im Herbst eine Fachtagung statt. Vortragende waren beispielsweise Otto Altenburger (Universitätsprofessor für Betriebswirtschaftslehre), Jörg Baetge (deutscher Wirtschaftswissenschaftler), Wolfgang Ballwieser (Professor für Betriebswirtschaftslehre), Wolfgang Brandstetter (österreichischer Justizminister), Michael Holoubek (Richter am österreichischen Verfassungsgerichtshof), Susanne Kalss (österreichische Rechtswissenschafterin), Annette G. Köhler (deutsche Ökonomin), Martin Korte (Neurobiologe), Heinz Krejci (österreichischer Rechtswissenschafter), Klaus Liebscher (Gouverneur der Oesterreichischen Nationalbank und Mitglied des EZB-Rats), Erich Loitlsberger (Doyen der österreichischen Betriebswirtschaftslehre), Gunter Mayr (Leiter der Steuerreformkommission), Johannes Reich-Rohrwig (Rechtsanwalt und Universitätsprofessor an der Universität Wien), Thorsten Sellhorn (deutscher Ökonom), Andreas Staribacher (österreichischer Finanzminister), Manuel Theisen, Universitätsprofessor für Betriebswirtschaftslehre, Michael Tumpel (Wirtschaftswissenschaftler und Professor für Betriebswirtschaftliche Betriebswirtschaftslehre), Karl Vodrazka (Rektor der Johannes Kepler-Universität Linz).